# Gummiprofil

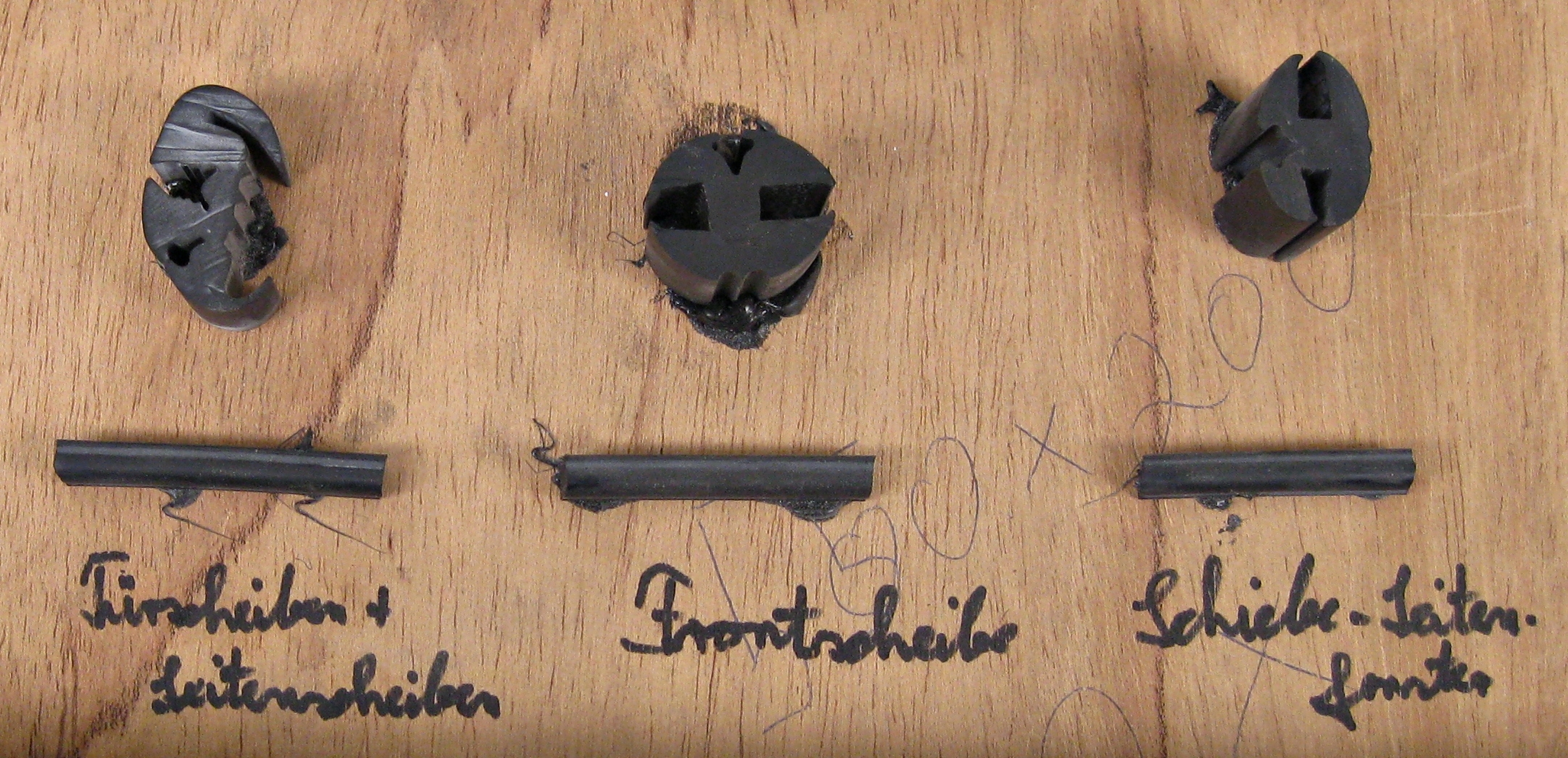
Querschnitte von Gummiprofilen zur Einfassung von Fensterscheiben im Straßenbahnbau

Als Gummiprofil (auch Profilgummi) werden aus Gummi oder Kunststoff hergestellte Einfassungen bezeichnet, mit welchen eine Verbindung von unterschiedlichen Bauteilen flexibel, aber wind- und wasserdicht sichergestellt wird.
Häufig finden solche Profile Verwendung, um als Umrandung Glasscheiben in Fahrzeuge (Autos, Busse, Bahnen, Boote) einbauen zu können oder um Fensterscheiben in Fensterrahmen zu fixieren. Hierbei muss durch entsprechende Materialauswahl sichergestellt werden, dass technische Aspekte wie z. B. Zugfestigkeit, Elastizität und Abriebwiderstand beachtet werden. Eine dauerhafte Beständigkeit gegen Schäden durch aggressive Flüssigkeiten (Benzin, Öl, Lösungsmittel u. ä.) und Witterungseinflüsse ist ebenso erforderlich. Auch in Hohlkammern, an Scheuerleisten und als Kantenschutz werden unterschiedlichste Arten und Formen von Gummiprofilen in der Industrie, im Handwerk und von Heimwerkern eingesetzt.
Gummiprofile werden in der Regel als Meterware im Extrusionsverfahren produziert. Hierbei wird flüssige Kunststoffmasse – ähnlich einem Fleischwolf – durch eine Düse mit dem gewünschten Querschnitt/Profil hindurchgepresst. Dieses Zwischenprodukt wird anschließend durch Vulkanisation in einen gummielastischen Zustand gebracht, um es zu verarbeiten.